# Baccaurea sarawakensis
Baccaurea sarawakensis är en emblikaväxtart som beskrevs av Ferdinand Albin Pax och Käthe Hoffmann. Baccaurea sarawakensis ingår i släktet Baccaurea och familjen emblikaväxter. Artens utbredningsområde är Borneo. Inga underarter finns listade i Catalogue of Life.